# Edward D. Wood jr.
|  | Denne artikel omhandler filminstruktøren. For filmen om ham, se Ed Wood (film) |
Edward D. Wood jr. (født 10. oktober 1924, død 10. december 1978), døbt Edward Davis Wood og i nyere tid ofte kaldet Ed Wood, var en amerikansk filminstruktør, forfatter, skuespiller og filmproducer. Han er specielt berømt for filmen Plan 9 from Outer Space, som han signerede med sin foretrukne navneform, "Edward D. Wood, Jr." .
I 1950'erne lavede Wood jr. en række uafhængige og meget billigt producerede science fiction- og cowboyfilm. 1950'er-filmene er blevet berømte for deres tekniske fejl, usofistikerede special effects, særegne dialog, excentriske rollebesætning og besynderlige, ofte meget personlige handlingselementer. Wood jr. bliver sædvanligvis anset for at være en af de dårligste filminstruktører i filmhistorien. Efter store fiaskoer, både økonomisk og over for filmanmelderne, sluttede Wood jr. sin karriere med at lave pornografi og skrive horrorromaner og kiosklitteratur i krimigenren. Hans mangel på konventionelle evner som filmskaber har lagt grunden for munter kultdyrkelse af både Wood jr. og hans film. 
Edward D. Wood jr.s posthume berømmelse begyndte to år efter hans død, da han efter en afstemning blev tildelt en Golden Turkey Award som verdens dårligste filminstruktør. Efter publikationen af Rudolph Greys biografi Nightmare of Ecstasy, har Woods liv og værker fået en æresoprejsning hos publikum, og der er kastet nyt lys over hans åbenbare iver og ærlige kærlighed til film og filmproduktion, samt hans hang til transvestisme og angorasweatere.
I 1998 udkom bogen Hollywood Rat Race (skrevet i 1960'erne), hvori Wood fortæller om, hvordan man laver film, og om sin egen kærlighed til filmmediet.
Af hans romaner er kun Parisian Passion (Strip-tease-morderen) udkommet på dansk (hos forlaget Obelisk, 1968).
Tim Burtons film Ed Wood (1994), som leverer en lettere fiktiv version af hans liv, blev belønnet med bl.a. to Oscars. Rollen som Wood blev spillet af Johnny Depp.

## Film af Edward D. Wood Jr.
- Glen or Glenda (1953)
- Jail Bait (1954)
- Bride of the Monster (1955)
- Plan 9 from Outer Space (1959)
- Night of the Ghouls (1959)
- Orgy of the Dead (1966)